# Aspidosperma subincanum
Aspidosperma subincanum är en oleanderväxtart som beskrevs av Carl Friedrich Philipp von Martius. Aspidosperma subincanum ingår i släktet Aspidosperma och familjen oleanderväxter. Inga underarter finns listade i Catalogue of Life.